# Lično
Lično (en allemand : Litschno) est une commune du district de Rychnov nad Kněžnou, dans la région de Hradec Králové, en République tchèque. Sa population s'élevait à 635 habitants en 2022.

## Géographie
Lično se trouve à 7 km au nord-nord-ouest de Kostelec nad Orlicí, à 8 km à l'ouest de Rychnov nad Kněžnou, à 28 km à l'est de Hradec Králové et à 125 km à l'est-nord-est de Prague.
La commune est limitée par Voděrady et Černíkovice au nord, par Lično à l'est, par Hřibiny-Ledská et Olešnice au sud, et par Týniště nad Orlicí à l'ouest.

## Histoire
La première mention écrite de la localité date de 1355.

## Administration
La commune se compose de trois sections :
- Lično
- Ostašovice
- Radostovice

## Transports
Par la route, Lično se trouve à 9 km de Rychnov nad Kněžnou, à 34 km de Hradec Králové et à 152 km de Prague.